# اچ‌ام‌تی عرب
اچ‌ام‌تی عرب (به انگلیسی: HMT Arab) یک کشتی بود که طول آن ۱۷۰٫۷ فوت (۵۲٫۰ متر) بود. این کشتی در سال ۱۹۳۶ ساخته شد.